# Igreja Presbiteriana Bíblica - Presbitério da Fé
A Igreja Presbiteriana Bíblica - Presbitério da Fé (IPB-PF) - em inglês Faith Presbytery, Bible Presbyterian Church - é um denominação cristã reformada estadunidense, formada em 2008, por vários clérigos presbiterianos conservadores que se separaram da Igreja Presbiteriana Bíblica.

## História
A Igreja Presbiteriana Bíblica (IPB) surgiu em 1936, formada por um grupo de igrejas que se separaram da Igreja Presbiteriana Ortodoxa (IPO) por exigirem a abstemia e adotarem uma escatologia dispensacionalista. A IPO, por sua vez não exigia a abstemia e adotava uma escatologia amilenista.
Na década de 2000, a IPB voltou a se relacionar com a IPO, o que levaria ao estabelecimento do relacionamento de "igreja-irmã" entre as duas denominações em 2017.
Todavia, essa aproximação desagradou parte dos membros da IPB. Em 28 de março de 2008, o Presbitério do Atlântico Sul da IPB votou para se separar da IPB e adotou o nome "Igreja Presbiteriana Bíblica - Presbitério da Fé".

## Doutrina
Como dissidente da Igreja Presbiteriana Bíblica, a IPB-PF subscreve a Confissão de Fé de Westminster, Catecismo Maior de Westminster e Breve Catecismo de Westminster. Além disso, a denominação afirma que o Papa é um anticristo.

## Relações intereclesiásticas
A denominação é membro do Conselho Internacional para Igrejas Cristãs e do Conselho Americano para Igrejas Cristãs.